# Mărime fizică

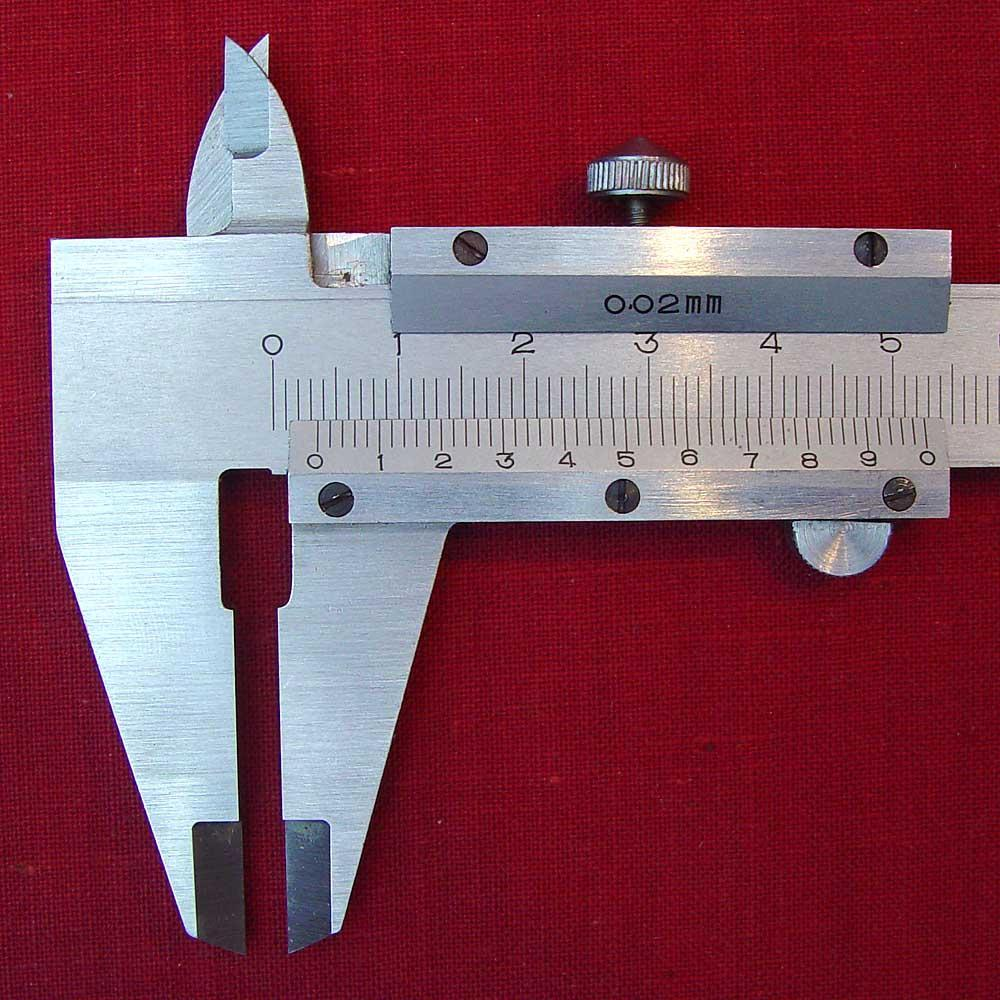
Șubler pentru măsurarea lungimii

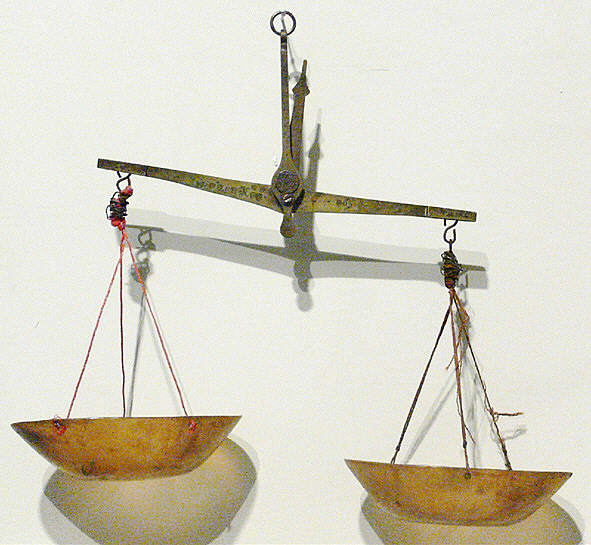
Balanță pentru măsurarea masei prin compararea greutății sale cu cea a greutăților cunoscute

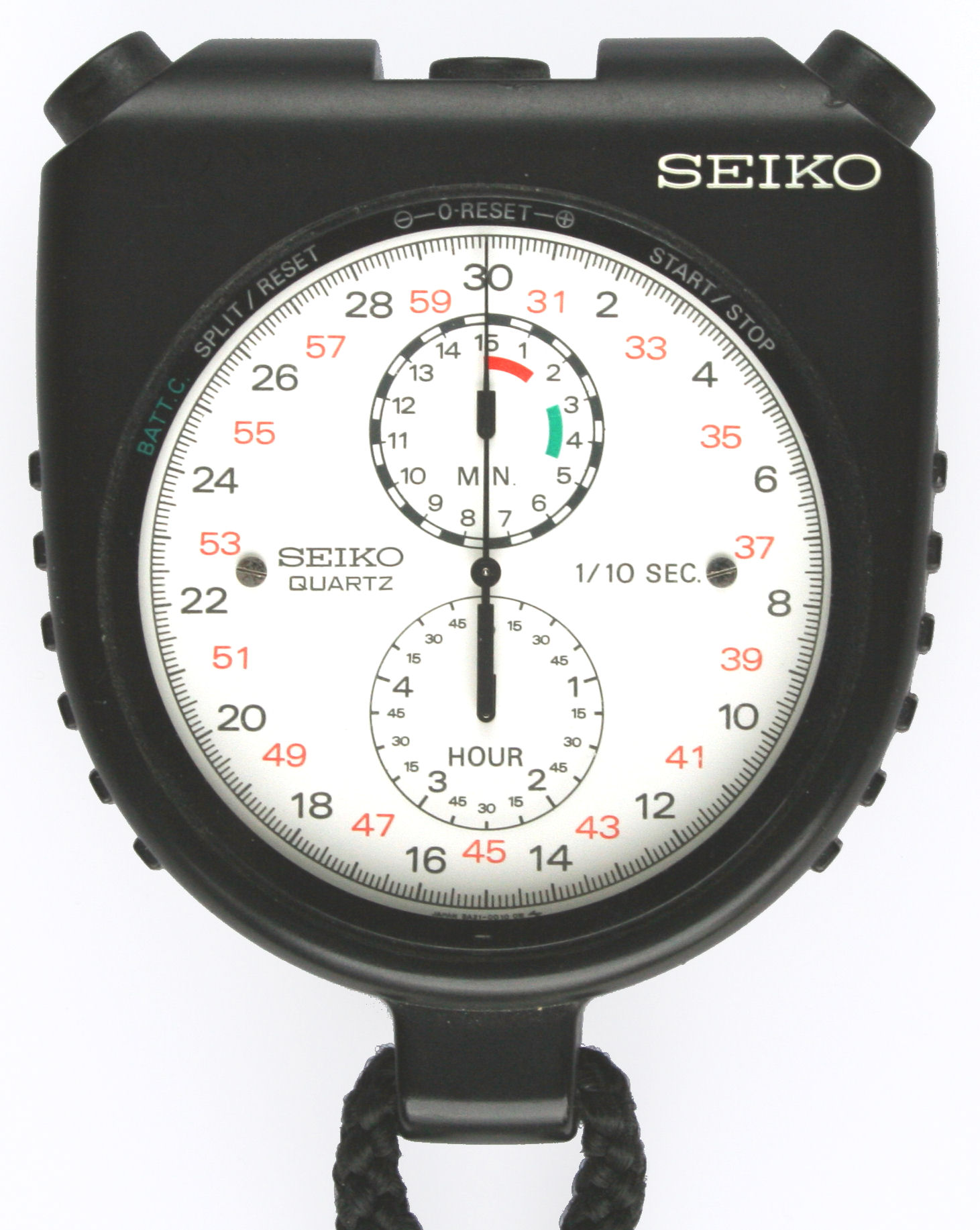
Cronometru pentru măsurarea timpului, unitate de măsură: secunda

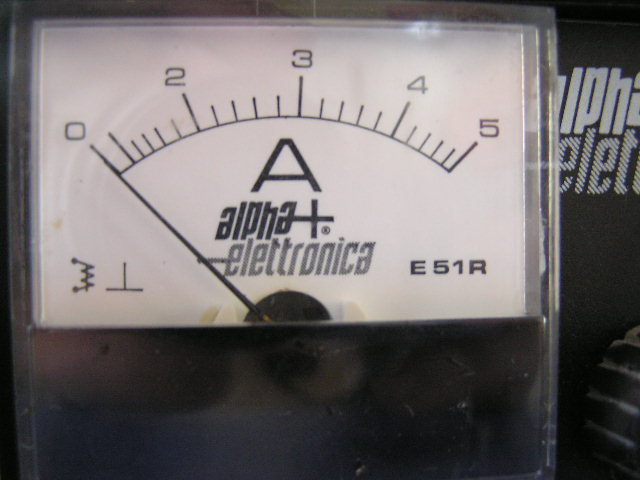
Ampermetru pentru măsurarea intensității curentului, unitate de măsură: amperi

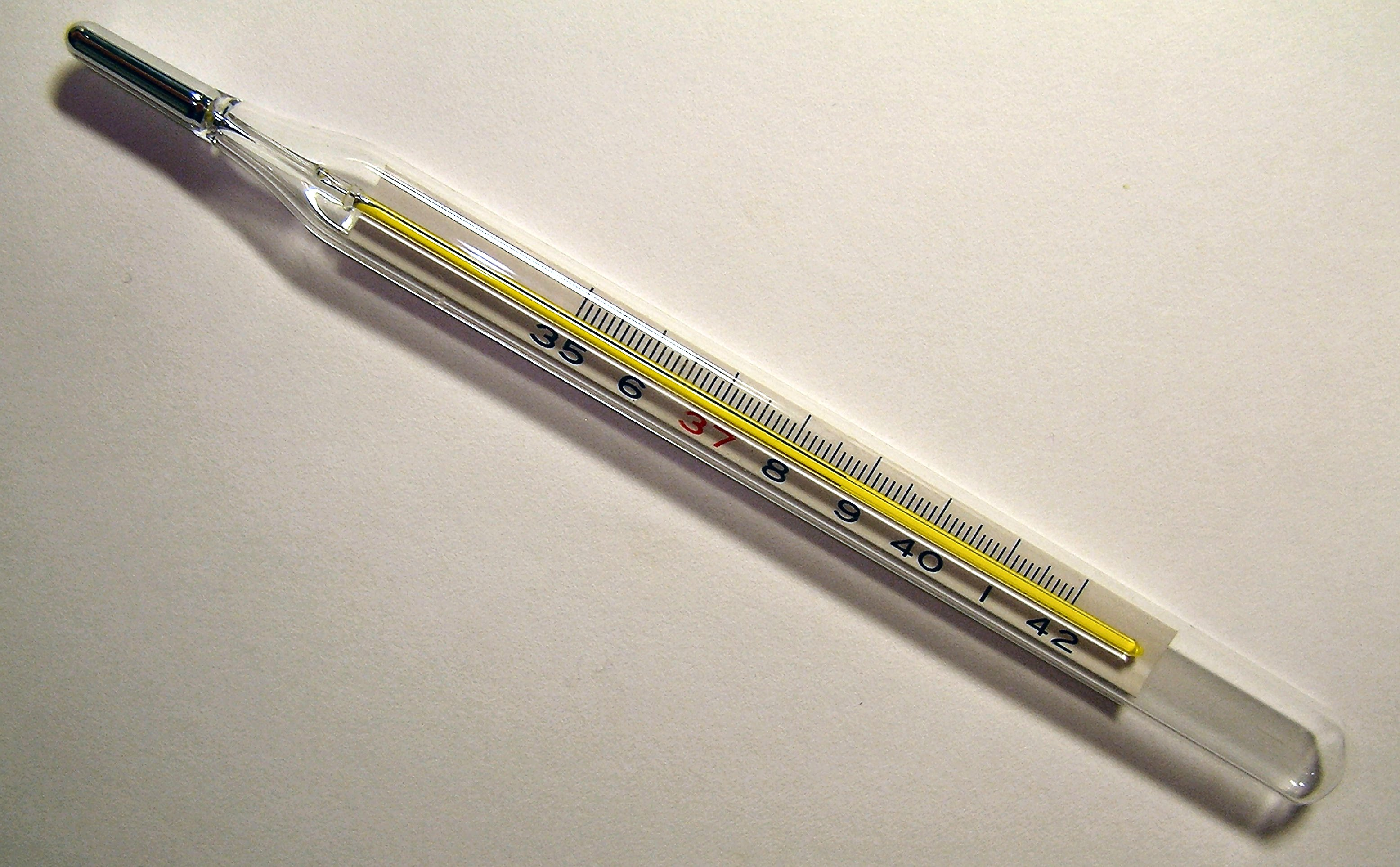
Termometru pentru măsurarea temperaturii, unitate de măsură: grade Celsius

O mărime fizică este o proprietate a unei stări sau a unui proces ale unui sistem fizic, care este observabilă și măsurabilă , deci exact cuantificabilă. Exemple de măsurabile sunt: spațiul, timpul, temperatura, forța, presiunea, ș.a.m.d. Mărimea fizică are o determinare cantitativă (valoarea numerică) și una calitativă (unitatea de măsură). Mărimea fizică este exprimată uzual ca un produs între valoarea numerică și unitatea de măsură (descrierea lui Maxwell).
Întrucât mărimea fizică este o observabilă și, deci, o măsurabilă, aceasta poate fi determinată cu precizie, folosind unități de măsură. Mărimile fizice reprezintă proprietăți fizice măsurabile ale materiei (substanță și câmp) care pot fi determinate calitativ și cantitativ. Identificarea calitativă se face prin senzații vizuale, auditive, tactile, termice, kinestezice, etc, oferite de simțurile umane sau prin intermediul aparatelor și instrumentelor.
Mărimile fizice pot fi fundamentale (sau nederivate, precum axiomele geometriei euclidiene) și/sau derivate.

## Introducerea noțiunii de mărime fizică
Sistemele fizice, transformările și interacțiunile lor se descriu cu ajutorul proprietăților pe care le au și care pot fi puse în evidența, în mod obiectiv, prin analiza datelor experimentale. De exemplu, corpurile au formă, culoare, masă, în mișcare au viteză, impuls, sunt acționate de forțe, efectuează lucru mecanic etc. Deși aceste însușiri alcătuiesc proprietăți fizice, numai unora dintre ele li se pot asocia mărimi matematice pentru a putea fi caracterizate cantitativ, în sensul că operațiilor care se efectuează cu mărimi matematice, le corespund în parte sau în totalitate operații cu proprietăți fizice. Dintre proprietățile enumerate, sunt mărimi fizice: masa, viteza, impulsul, forța și lucrul mecanic. Sisteme fizice diferite de corpuri, cum este cazul luminii, sunt de asemenea descrise de mărimi fizice: lungime de undă, impuls, energie etc.
Proprietățile sistemelor fizice, ale fenomenelor, interacțiunilor și transformărilor care le însoțesc, susceptibile de a fi caracterizate prin mărimi matematice (scalari, vectori, tensori etc.), se numesc mărimi fizice scalare, vectoriale, tensoriale etc. Caracterizarea este posibilă și univocă dacă sunt realizate în natură anumite condiții obiective pe care experiența le poate pune în evidență. Pornind de la mai multe proprietăți fizice ale unui sistem fizic, se ajunge la conceptul de mărime fizică printr-o analiză sistematică a unor relații și condiții pe care trebuie să le satisfacă aceste proprietăți. Deoarece, în final, se rețin numai acele proprietăți cărora li se pot asocia mărimi matematice, raționamentele pe care le implică introducerea unei mărimi fizice fiind similare cu cele prin care se introduc mărimile matematice. Întrucât vectorii și tensorii se definesc cu ajutorul scalarilor, este suficientă definirea mărimilor scalare. Astfel, vectorul este determinat de trei scalari, tensorul de ordinul al doilea de nouă scalari etc., și, în consecință, mărimea fizică vectorială se definește cu ajutorul a trei mărimi scalare etc.
Definirea scalarilor și în particular a numerelor reale, care interesează în special în teoria mărimilor macroscopice, se face în cadrul teoriei mulțimilor (respectiv teoriei structurilor algebrice), pornind de la existența unor relații și proprietăți matematice. Prin aplicarea raționamentelor teoriei structurilor algebrice, se selectează din mulțimea proprietăților fizice, acele proprietăți care pot fi puse în corespondență cu mulțimea numerelor reale sau cu o submulțime a acesteia. Numai proprietățile fizice care satisfac această condiție la care se adaugă și indicarea unităților și procedeele de măsură, devin mărimi fizice.

## Analiza sistemică a mărimilor fizice
Pentru introducerea sistematică a mărimilor fizice într-un domeniu, este nevoie de cunoașterea speciilor de proprietăți fizice și relațiile pe care acestea le satisfac. Analiza sistemică a mărimilor fizice cercetează existența speciilor distincte precum și relațiile și operațiile care există definite pe aceste mulțimi sau între aceste mulțimi și mulțimea numerelor reale. Introducerea și definirea riguroasă a mărimilor fizice este intrinsec legată de apartenența unei proprietăți la o specie și de relațiile și operațiile definite pe acestea. Prin specii de proprietăți fizice se înțelege mulțimea tuturor acelor proprietăți care satisfac cel puțin o relație sau pe care se poate defini o operație. Se pot distinge câteva specii de bază, după cum urmează:
- Specii de proprietăți fizice echivalente sunt acele proprietăți pentru care există o relație de echivalență definită pe mulțimea obiectelor  ca o aplicație binară cu proprietatea că este reflexivă, simetrică  și tranzitivă.
- Specii de proprietăți fizice ordonabile
- Specii de proprietăți fizice ordonabile și extensibile

## Clasificarea mărimilor fizice
Mărimile fizice se clasifică, după cum urmează:
- din punct de vedere al introducerii într-o teorie a unui domeniu al fizicii, în mărimi primitive și derivate. Mărimile primitive sunt mărimi care nu sunt introduse într-o teorie pe baza altor mărimi; cele derivate sunt mărimi care se introduc într-un domeniu de cercetare cu ajutorul altor mărimi de referință. Calitatea de primitivă sau derivată este în parte relativă și depinde de procedura de prezentare a domeniului studiat. Numărul primitivelor este același în cadrul unei teorii.
- după modul în care intervin în caracterizarea stărilor unui sistem fizic, în mărimi de stare, accesorii și de interacțiune. Orice proces din natură reprezintă o mulțime de evenimente care în raport cu un eveniment de referință fixat, sunt simultane sau se succed. Orice eveniment are o cauză care îl determină; evenimentele susceptibile de a constitui cauze se numesc evenimente de stare, iar speciile care le caracterizează proprietatea de stare se numesc mărimi de stare. Totalitatea evenimentelor de stare, determinate la un moment dat, alcătuiește starea sistemului fizic în momentul respectiv. Un eveniment respectiv specie de mărime fizică ce nu intervine în starea unui sistem fizic se numește eveniment accesoriu, respectiv mărime accesorie. Mărimile fizice care descriu interacțiunile dintre sistemele fizice se numesc mărimi de interacțiune.
- din punct de vedere al sistemului de unități, în mărimi fundamentale și secundare
- din punct de vedere al localizării în spațiu, în mărimi globale și locale
- după existența sau lipsa legii de compoziție internă de tip aditiv în caracterizarea structurii lor algebrice, în mărimi extensive și intensive

## Măsura mărimilor fizice

### Dimensiunile speciilor de mărimi fizice
Cum orice construcție abstractă nu poate opera în absența unor axiome, la fel nici sistemul de mărimi fizice nu poate opera în absența unor mărimi fizice de bază, mărimi ce se numesc mărimi fizice fundamentale.
Mărimile fizice fundamentale sunt:
| Denumire                                  | Simbolul mărimii | Simbolul dimensiunii | Unitate SI | Simbolul unității | Definiția unității, Observații |
| ----------------------------------------- | ---------------- | -------------------- | ---------- | ----------------- | --- |
| Lungime                                   | l                | L                    | metru      | m                 | Metrul este lungimea drumului parcurs de lumină în vid în timp de 1/299 792 458 dintr-o secundă. |
| Timp                                      | t                | T                    | secundă    | s                 | Secunda este durata a 9 192 631 770 perioade ale radiației care corespunde tranziției între două nivele de energie hiperfine ale stării fundamentale a atomului de cesiu 133 la temperatura de 0 K. |
| Masă                                      | m                | M                    | kilogram   | kg                | Kilogramul este masa prototipului internațional al kilogramului confecționat dintr-un aliaj de platină și iridiu (90 % - 10 %) și care se păstreaza la Biroul Internațional de Măsuri și Greutăți (BIPM) de la Sèvres - Franța. |
| Intensitatea curentului electric          | I                | I                    | amper      | A                 | Amperul este intensitatea unui curent electric constant care, menținut în două conductoare paralele, rectilinii, cu lungimea infinită și cu secțiunea circulară neglijabilă, așezate în vid, la o distanță de 1 metru unul de altul, ar produce între aceste conductoare o forță de 2×10−7 N pe o lungime de 1 metru de conductor.                                                                           |
| Temperatura absolută                      | T                | θ                    | kelvin     | K                 | Kelvinul, unitate de temperatură termodinamică, este fracțiunea 1/273,16 din temperatura termodinamică a punctului triplu al apei. |
| Cantitate de substanță                    | n                | N                    | mol        | mol               | Molul este cantitatea de substanță a unui sistem care conține atâtea entități elementare câți atomi există în 0,012 kilograme de carbon C12. De câte ori se întrebuințează molul, entitățile elementare trebuie specificate, ele putând fi atomi, molecule, ioni, electroni, alte particule sau grupuri specificate de asemenea particule.Acest număr de unități elementare se numește numărul lui Avogadro. |
| Intensitatea radiată a fluxului de lumină | Iv               | J                    | candelă    | cd                | Candela este intensitatea luminoasă, într-o direcție dată, a unei surse care emite o radiație monocromatică cu frecvența de 540×1012 hertzi și a cărei intensitate energetică, în această direcție este de 1/683 dintr-un watt pe steradian. |

Toate celelalte mărimi fizice se pot construi prin derivare (utilizând, mai ales, înmulțirea, împărțirea și ridicarea la putere) cu ajutorul acestor mărimi fizice fundamentale. De aceea, fiind obținute prin derivare din cele fundamentale, ele se numesc mărimi fizice derivate.